# Fritillaria meleagris
Fritillaria meleagris L., 1758, nota volgarmente come bossolo dei dadi o fiore di scacchiera, è una pianta perenne monocotiledone appartenente alla famiglia delle Liliacee.

## Descrizione

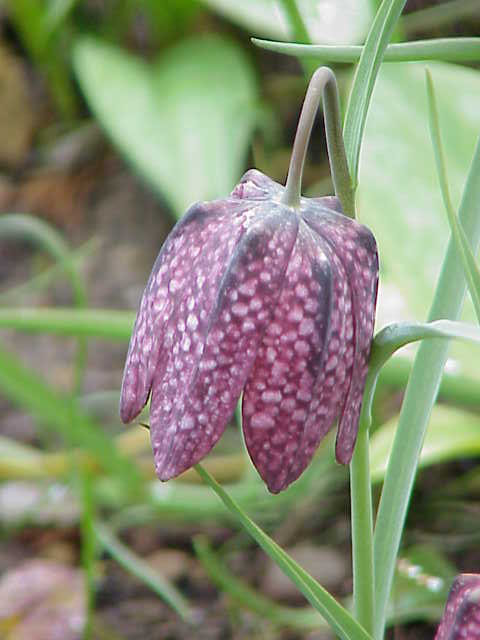

Può essere alta dai 15 ai 40 cm. Ha un bulbo globuloso che contiene alcaloidi velenosi.

Fiorisce da marzo a maggio.

## Distribuzione e habitat
È originaria dell'Europa, ma in molti paesi, come Francia, Slovenia e Romania è una specie minacciata difficile da trovare in natura, ma è comune nei giardini degli orticoltori. In Croazia il fiore è chiamato Kockavica ed è parte del simbolo nazionale.
La pianta può essere trovata nei prati nei pressi di fiumi e fino ad un'altitudine di 800 metri.
Il prato del Magdalen College di Oxford è uno dei migliori posti del mondo per osservarla. La pianta può essere vista anche a Rieneck.